# Чемпионат мира по мотогонкам среди женщин
Чемпионат мира по мотогонкам среди женщин (англ. Women's Circuit Racing World Championship) также WorldWCR. Соревнования на мотоциклах у женщин, по шоссейно-кольцевым мотогонкам санкционированные международной мотоциклетной федерацией и организованные промоутерской компанией Dorna Sports. Соревнования проводятся в рамках гонок поддержки чемпионата мира по супербайку. Чемпионат запущен специально для соревнования женщин, начиная с сезона 2024 года. Техника участвующая в чемпионате, представляет собой модифицированные версии серийных мотоциклов как и в чемпионатах WorldSBK и WorldSSP но в отличии от WorldSBK и WorldSSP - WorldWCR являются моногонками, поскольку все гонщицы соревнуются на одинаковых мотоциклах.
Действующей чемпионкой является испанская гонщица Ана Карраско из команды Evan Bros Racing Yamaha Team.

## Регламент

### Гоночный уик-энда
Гоночный уик-энда состоит из пятничных свободных тренировок длительностью 25 минут и Суперпоула так же продолжительностью 25 минут. В субботу проходят 10 минутная разминка и первая гонка. В воскресенье проходят так же 10 минутная разминка и вторая гонка.

#### Свободные тренировки и Суперпоул
Пятничная гонка суперпоул формирует предварительную стартовую решётку субботней гонке и воскресной начиная с 10 места.
Субботняя 10 минутная разминка может немного скорректировать решётку первой гонке. Если гонщица не уложившаяся в 110% в суперпоуле но смогла показать это время на пятничных свободных тренировках либо в субботней разминке, её могут допустить до старта.
Стартовая решётка воскресной гонке формируется исходи из субботней гонке и пятничного суперпоула. Первые девять мест формируются согласно девяти лучшим временам субботней гонке, начиная с десятого места в соответствии самым быстрым квалификационным временем. Как и в субботней разминке воскресная тоже может скорректировать стартовую решётку. Гонщица не уложившаяся в 110% в суперпоуле но показавшая это время в пятничных свободных тренировках либо в воскресной разминке может быть допущена до старта.
В случае показанных одинаковых времён учитываются вторые и последующие показатели времени участниц на круге. Первый круг и круг гонщицы в секторе с желтым флагом не приниматься во внимание. В случае, если первая гонка была отменена, положение сетки для второй гонке фиксируется так же как и для первой гонке.

#### Основные заезды
Продолжительность первой и второй гонки может варьироваться, минимальное расстояние 40 километров, максимальное 70.. Любая гонщица, чей лучший результат квалификационного Суперпоула превышает 110 % от лучшего времени самой быстрой гонщицы, не может быть допущена к участию в гонке. Если гонщица в пятничных свободных заездах либо в субботней и воскресной разминочных смогла уложиться в 110%, дирекция гонки может допустить её до старта. Любая гонщица, допущенная на старт при таких условиях стартует с конце стартовой решётки (после применения любых других штрафов). Если допущенных таким образом более одной, они размещаются на решётке согласно своим показанным временам в разминке. Решение дирекции гонки является окончательным и не подлежит опротестованию или обжалованию.
Гонка которая началась в сухую погоду может быть прервана, если изменение погодных условий приведёт к с слишком мокрой трассе.

## Система начисления очков
Чемпионкой мира по итогу сезона становится мотогонщица набравшая за сезон наибольшее количество очков в чемпионате мира. Система начисления очков происходит по обычной для кольцевых мотогонок системе, первым лучшим пятнадцати мотогонщицам в гонке, по аналогии с материнским чемпионатом WorldSBK. Так как все участницы выступают на одинаковой технике, чемпионаты команд и производителей не разыгрываются.
| Система начисления очков | Система начисления очков | Система начисления очков | Система начисления очков | Система начисления очков | Система начисления очков | Система начисления очков | Система начисления очков | Система начисления очков | Система начисления очков | Система начисления очков | Система начисления очков | Система начисления очков | Система начисления очков | Система начисления очков | Система начисления очков |
| Место                    | 1                        | 2                        | 3                        | 4                        | 5                        | 6                        | 7                        | 8                        | 9                        | 10                       | 11                       | 12                       | 13                       | 14                       | 15                       |
| ------------------------ | ------------------------ | ------------------------ | ------------------------ | ------------------------ | ------------------------ | ------------------------ | ------------------------ | ------------------------ | ------------------------ | ------------------------ | ------------------------ | ------------------------ | ------------------------ | ------------------------ | ------------------------ |
| Очки                     | 25                       | 20                       | 16                       | 13                       | 11                       | 10                       | 9                        | 8                        | 7                        | 6                        | 5                        | 4                        | 3                        | 2                        | 1                        |

## Трассы
| Места проведения | Места проведения     | Места проведения | Сезоны     |
| Трассы           | Населённые пункты    | Страны           | Сезоны     |
| ---------------- | -------------------- | ---------------- | ---------- |
| Донингтон Парк   | Касл Донингтон       | Великобритания   | 2024, 2025 |
| Кремона          | Кремона              | Италия           | 2024, 2025 |
| Херес            | Херес-де-ла-Фронтера | Испания          | 2024, 2025 |
| Ассен            | Ассен                | Нидерланды       | 2025       |
| Балатон Парк     | Балатонфёкаяр        | Венгрия          | 2025       |
| Маньи-Кур        | Маньи-Кур            | Франция          | 2025       |
| Источники:       |                      |                  |            |

| Места проведения | Места проведения  | Места проведения | Сезоны |
| Трассы           | Населённые пункты | Страны           | Сезоны |
| ---------------- | ----------------- | ---------------- | ------ |
| Алгарве          | Портиман          | Португалия       | 2024   |
| Мизано           | Мизано-Адриатико  | Италия           | 2024   |
| Эшторил          | Алкабидеше        | Португалия       | 2024   |

## Чемпионки и призёрши
| Сезон      | Чемпионки | Чемпионки    | Поул | Победы | Подиум | Лучший круг | Очки | Гонки    | 2 место      | Очки | 3 место     | Очки |
| ---------- | --------- | ------------ | ---- | ------ | ------ | ----------- | ---- | -------- | ------------ | ---- | ----------- | ---- |
| 2024       |           | Ана Карраско | 2    | 4      | 12     | 4           | 244  | 12 из 12 | Мария Эррера | 215  | Сара Санчез | 191  |
| Источники: |           |              |      |        |        |             |      |          |              |      |             |      |

## Сезоны

### Сезон 2024 года

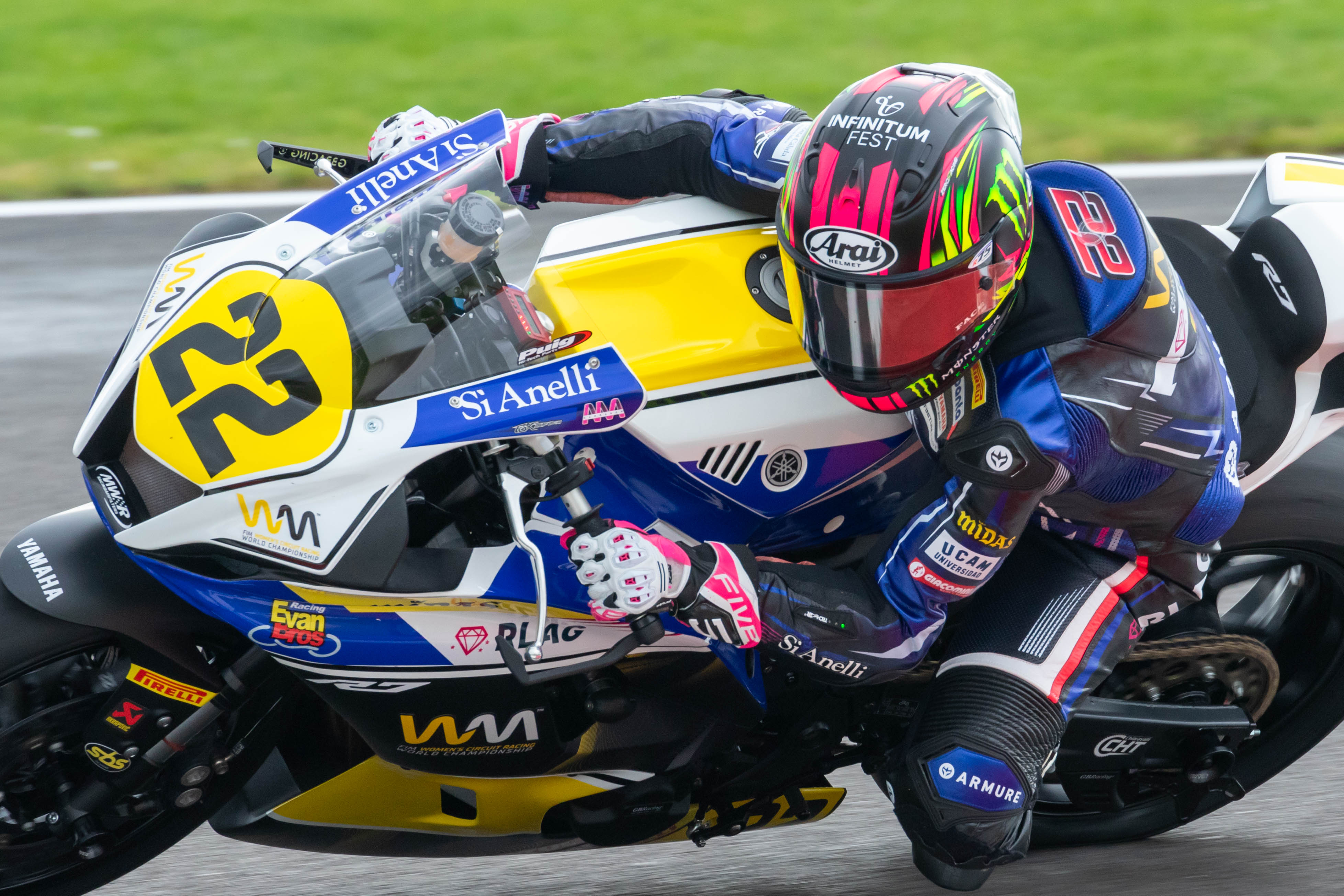
Ана Карраско на трассе Донингтон Парк в 2024 году

Сезон 2024 года стал первым в истории женского мотогоночного чемпионата мира, о запуске которого было объявлено в дни уик-энда Мото Гран-при Испании в апреле 2023 года.
Первая гонка первого этапа Эмилии-Романьи состоялась 15 июня 2024 года, на трассе Мизано, а финальная, вторая, на этапе в Испании 20 октября, на трассе Херес. В общей сложности в первом дебютном сезоне состоялось шесть этапов, по две гонки в этапе, а всего двенадцать заездов. Все этапы состоялись на Европейских трассах и проходили в рамках гонок поддержки чемпионата мира по супербайку.
Первое, второе и третье места по итогу сезона завоевали гонщицы из Испании. Сезон выиграла мотогонщица Ана Карраско из команды Evan Bros Racing Yamaha. Ана Карраско четыре раза за сезон поднялась на первую ступень пьедестала, четыре раза приехала на второе место и четыре раза на третье.. Карраско стала единственной участницей в сезоне, которая поднялась на пьедестал во всех двенадцати заездах. Второе место заняла Мария Эррера команда Klint Forward Factory, третьей стала Сара Санчез из команды 511 Terra&Vita Racing. Первенство в командном зачёте не разыгрывалось, в чемпионате производителей победителем стал японский производитель мотоциклов Yamaha.

### Комментарии
1. ↑  25 основных гонщиц и 2 резервных и 6 по уайлд-кард .
2. 1 2  Официально первенства производителей нет, все гонщицы выступают на одинаковых мотоциклах. Но официальная статистика сайта чемпионата указывает что Yamaha победители.